# Riu Swat

Conca del Indus amb el Swat

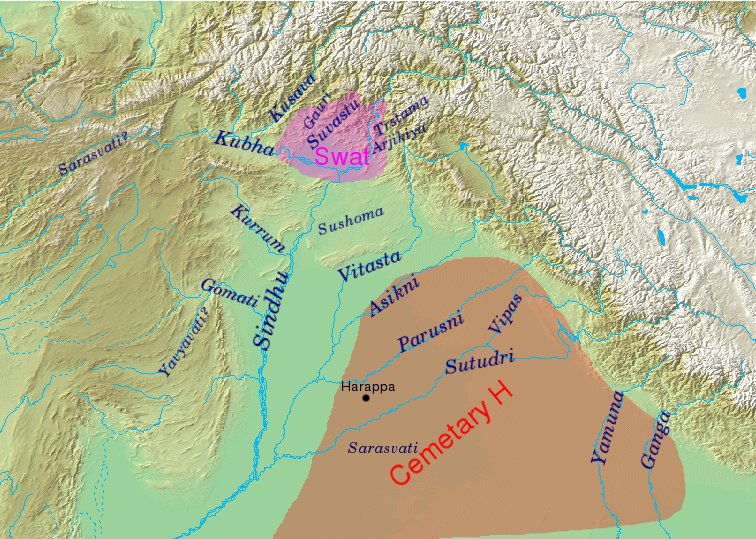
Mapa que mostra els noms dels rius segons els rig vedes i la zona de cultura del Swat

El riu Swat (en urdú: دریائے سوات) és un riu de la província de la Frontera del Nord-oest al Pakistan.
Neix a la serralada de l'Hindu Kush i es forma per la unió del Kalam, el Gabral i el Ushu; corre pel districte de Swat (la Vall de Swat). Creua a través del districte de Lower Dir i el districte de Malakand i s'uneix al riu Kabul a Charsadda a la vall de Peshawar. A la vall de Swat, que rega principalment, hi ha el pont Ayub, una atracció turística. Hi ha alguns projectes de preses hidroelèctriques. Al seu curs inferior hi ha diversos jaciments arqueològics de la cultura de Gandhara.
S'esmenta als rig vedes com a Suvastu. Alexandre el Gran hauria travessat el riu amb el seu exèrcit quan anava cap al sud. Els grecs l'anomenen com Souastos o Souastene.
Al final del 2009 fou teatre d'una guerra entre l'exèrcit pakistanès i els radicals islamistes de la regió.